# Four Corners (Kanada)
Four Corners (engleski za četiri kuta) je područje u Kanadi gdje se dodiruju granice četiri pokrajina ili teritorija (Manitoba, Nunavut, Saskatchewan i Sjeverozapadni teritoriji).
Iako je prvobitno ova točka bila tromeđe, pretvorila se u točku doticanja četiri granice stvaranjem Nunavuta u travnju 1999. godine. Ova točka nalazi se blizu južne obale jezera Kasba u iznimno izoliranom području koje je stotine kilometara udaljeno od bilo koje ceste, željeznice ili zračne luke.
Na ovoj točki nalazi se aluminijski obelisk koji je podignut 1962. godine (prije stvaranja Nunavuta) kako bi se obilježile granice Manitobe, Saskatchewana i tadašnjih okruga sjeverozapadnih teritorija Mackenzie i Keewatin.

## Vanjske poveznice
- (engl.) Fotografije